# Schlacht der Heringe
Die Schlacht der Heringe fand am 12. Februar 1429 bei Rouvray in der Beauce nördlich der französischen Stadt Orléans während des Hundertjährigen Krieges statt. Den Verlauf der im Zusammenhang mit der Belagerung von Orléans stehenden Ereignisse überlieferte der Chronist Enguerrand de Monstrelet (um 1390–1453). Umstritten ist, ob es sich bei dem von ihm genannten Dorf um Rouvray-Saint-Denis oder Rouvray-Sainte-Croix handelt.

## Vorgeschichte
Die Ursache für die Schlacht war ein Versuch des französischen Entsatzheeres, einen englischen Versorgungstross für den Belagerungsring von Orléans abzufangen. Angeführt wurden die Franzosen von Charles I. de Bourbon. Die Engländer belagerten seit Oktober des letzten Jahres ganz in der Nähe von Rouvray-Sainte-Croix Orléans. Die Franzosen wurden von einem kleinen schottischen Heer unterstützt, bestehend aus ca. 400 Mann Fußvolk unter Sir John Stewart, dem Konstabler von Schottland (Constable of Scotland).
Der englische Nachschubkonvoi stand unter der Leitung von Sir John Fastolf und wurde in Paris ausgerüstet, von wo er kurze Zeit zuvor losgefahren war. Laut der französischen Mittelalterhistorikerin Régine Pernoud (1909–1998) bestand der Konvoi aus 300 Pferdegespannen und Wagen, die Armbrustbolzenschäfte, Kanonen, Kanonenkugeln und Fässer mit Heringen geladen hatten. Letztere wurden geschickt, da sich die Fastenzeit näherte, in der es verboten war, Fleisch zu essen, Fisch war jedoch erlaubt. Die mitgeführten Heringe führten letztlich zum Namen dieser Schlacht.

## Schlachtverlauf
Das Schlachtfeld war eine Ebene. Das französische Heer bestand aus etwa 3000 bis 4000 Mann. Diesem gegenüber stand das viel kleinere Heer der Engländer, bestehend aus ungefähr 600 Langbogenschützen, 1000 Pariser Stadtmilizionären sowie 300 Pferdegespannen und Wagen, das eine Verteidigungsstellung in einer behelfsmäßigen Befestigung aus Wagen eingenommen hatte (ähnlich einer Wagenburg). Diese behelfsmäßige Befestigung wurde von Spitzpfählen umzäunt, die verhinderten, dass die französische Kavallerie einen Frontalangriff starten konnte. Diese Spitzpfahl-Taktik wurde bereits mit großem Erfolg in der Schlacht von Agincourt angewandt. Der französische Angriff begann mit einem Bombardement der Artillerie.
Die 400 schottischen Infanteristen unter John Stewart gingen gegen den Befehl des Grafen von Clermont zum Angriff auf die englische Formation über (Régine Pernoud meinte, dass Graf Clermont Nachricht um Nachricht an die Schotten sendete, die jeden vorzeitigen Angriff ausdrücklich verboten). Dies führte zur vorzeitigen Beendigung des französischen Artilleriebeschusses, aus Angst vor Eigenbeschuss auf die verbündeten Schotten. Die Schotten waren unzureichend gepanzert und erlitten durch die englischen Langbogen- und Pariser Armbrustschützen, die aus ihrer sicheren Deckung hinter der Wagenburg heraus schossen, hohe Verluste.
An diesem Punkt sahen die Engländer, dass die Franzosen es nicht rechtzeitig schaffen würden, die Schotten zu unterstützen (Régine Pernoud zitierte aus dem Journal du siege d’Orléans, dass die Franzosen sich feige benahmen und deswegen John Stewart und seinen Fußtruppen nicht halfen) und starteten einen Gegenangriff. Sie schlugen die hintere Reihe und die Flanken des desorganisierten französisch-schottischen Heeres und schlugen sie in die Flucht.
Pernoud berichtete, dass das französisch-schottische Heer dabei etwa 400 bis 600 Männer verlor, darunter John Stewart, den Anführer der Schotten. Unter den Verwundeten war Jean de Dunois, auch bekannt als Bastard von Orléans, der nur mit Mühe und Not mit dem Leben davongekommen war und der später eine entscheidende Rolle neben Jeanne d’Arc bei der Aufhebung der Belagerung von Orléans spielen sollte sowie später beim französischen Loire-Feldzug.

## Bedeutung

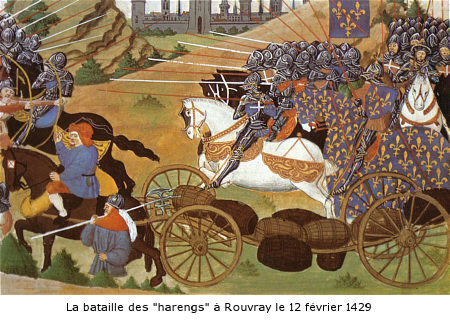
Zeitgenössische Darstellung der Schlacht der Heringe

Während man heute im Allgemeinen der Ansicht ist, dass die Schlacht der Heringe wegen des erzwungenen Aussetzens des Artilleriebeschusses verloren wurde, war dies nicht die zeitgenössische Ansicht, zumindest nicht in der belagerten Stadt Orléans. Innerhalb der Stadtmauern hatte man laut dem Journal du siege d’Orléans den Grafen von Clermont die Schuld für die Katastrophe gegeben, da er als Feigling angesehen und verachtet wurde. Clermont verließ bald danach mit dem verwundeten Jean de Dunois und 2000 Mann Orléans. Die Kampfmoral der Franzosen und der Stadt war auf einem Tiefpunkt angelangt, so sehr, dass man über eine Übergabe der Stadt nachdachte.
Die Schlacht der Heringe war eine der bedeutendsten Schlachten während der Belagerung von Orléans von den Anfängen im Oktober 1428 bis zum Erscheinen Jeanne d’Arcs im Mai des folgenden Jahres. Trotzdem war es allem Anschein nach eher ein untergeordnetes Engagement, und gäbe es nicht den Kontext, in dem sie sich ereignete, würde sie wahrscheinlich die geringste aller Fußnoten in der Militärgeschichte sein oder sogar ganz in Vergessenheit geraten.
Aber sie war nicht nur Teil einer der berühmtesten Belagerungs-Aktionen in der Geschichte, sie spielte auch eine zentrale Rolle, da nach der Niederlage der Stadthauptmann Robert de Baudricourt (ca. 1400–1454) in der Festung von Vaucouleurs sich endlich davon überzeugen ließ, Jeanne d’Arcs Anfrage nach Unterstützung und freiem Geleit zu Karl VII. nach Chinon zu bewilligen. Nur zwei Wochen nach der Schlacht hatte sie eine Unterredung mit dem Dauphin in Chinon.